# Micropora stenostoma
Micropora stenostoma är en mossdjursart som först beskrevs av Busk 1854.  Micropora stenostoma ingår i släktet Micropora och familjen Microporidae. Inga underarter finns listade i Catalogue of Life.